# Gerchsheim
Gerchsheim (umgangssprachlich Gerxi) ist einer von vier Ortsteilen der Gemeinde Großrinderfeld im Main-Tauber-Kreis in Baden-Württemberg.

## Geographie

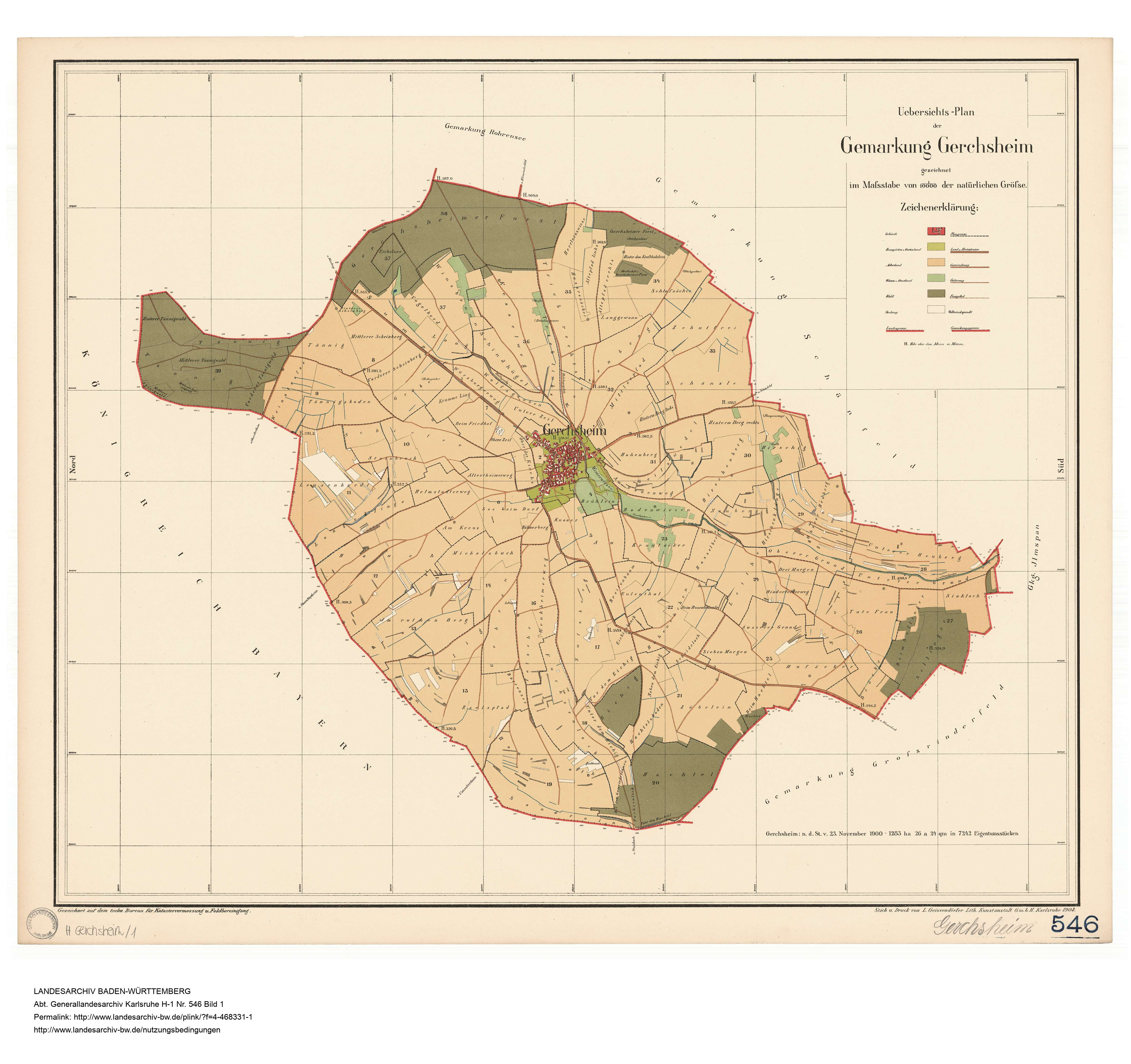
Gemarkung von Gerchsheim, 1903

### Geographische Lage
Gerchsheim liegt etwa sechs Kilometer nordwestlich von Großrinderfeld in einer Quellmulde im Muschelkalk mit Lößeinwehungen. Auf der Gemarkung liegen das Dorf Gerchsheim (⊙) und die Wohnplätze Altertheimer Weg (⊙) und Gewerbegebiet Gerchsheim (⊙). Die Gemarkungsgrenze Gerchsheims endet an der Landesgrenze von Baden-Württemberg und Bayern, die den Ort halbkreisförmig (von Südwesten bis Südosten) umgibt. Der Ort besitzt Wachstumsgebiete im Norden (Ob der Kirche seit 1963/65), im Westen (Knauer seit 1964/66) und im Süden beziehungsweise Südosten (Mittelpfad seit 1970/78, Renzenberg seit 1974/76 und Trieb seit 1974).

### Nachbarorte
Etwa sechs Kilometer nordwestlich von Gerchsheim liegt Großrinderfeld und etwa vier Kilometer südwestlich der Großrinderfelder Ortsteil Schönfeld. Von Südwesten bis Südosten grenzt Gerchsheim im Uhrzeigersinn an die drei unterfränkischen Gemeinden Altertheim, Kist und Kleinrinderfeld, die jeweils im Landkreis Würzburg in Bayern liegen.

## Geschichte

### Mittelalter
Im 14. Jahrhundert wurde der Ortsname erstmals urkundlich erwähnt. 1335/45 war von Goeurichshein, 1369 von Genrichsheim und 1434 von Gerichsheim als Personenname die Rede. Die Ortsbezeichnung wurde vom Heim des Gerik abgeleitet. Trotz relativ später Nennung ist der Ort wohl einer älteren Siedlungsschicht zuzurechnen. Weitere Namen des Dorfes waren im 14. und 15. Jahrhundert waren Gerisheim, Geurichsheim, Geurichsheym und Gerichtsheim.
Gerchsheim war einst Fronhof des Schottenklosters in Würzburg mit Gerichtsbarkeit auf seinen Gütern. Den Klosterhof zu Gerchsheim, den Heinrich von Gerchsheim im Jahr 1167 dem Schottenkloster geschenkt hatte, erhielt im Juni 1324 Johann I. von Leinach vom Abt des Schottenklosters, der mit dem Hofgut die Gerichtsbarkeit in Gerchsheim innehatte. Johann von Leinach, zugleich Schultheiß, begründete damit die Linie der Leinacher zu Gerchsheim, die als „von Gerchsheim“ (= „von Geurichsheim“) im etwa 17 km nördlich von Gerchsheim liegenden Leinach residierten. Die Edelknechte und Ritter „von Gerchsheim“, wie sie sich etwa 1367 in Oberleinach nannte, nannte sich (in Gerchsheim) auch „von Leinach“. Die Schirmherrschaft über den Ort übernahmen wohl die Herren von Zimmern über die Grafen von Rieneck und später die Landgrafen von Leuchtenberg.

### Neuzeit
Mit dem Ende des Dreißigjährigen Krieges gelangte Gerchsheim ans würzburgische Amt Grünsfeld. In einem Vertrag von 1592 blieb jedoch die Zehntherrschaft eigens wie vorher dem Amt Tauberbischofsheim vorbehalten. 1803 fiel Gerchsheim an Salm und 1806 zu Baden. Ab 1813 war das im selben Jahr gegründete Bezirksamt Tauberbischofsheim für Gerchsheim zuständig, ab 1840 erneut das Amt Grünsfeld und ab 1849 wiederum das Bezirksamt Tauberbischofsheim. Mit diesem wurde Gerchsheim 1938 dem Landkreis Tauberbischofsheim und 1973 dem neu gebildeten Main-Tauber-Kreis zugeordnet.
Am 1. Januar 1975 wurde Gerchsheim im Zuge der Gebietsreform in Baden-Württemberg zu einem Teil von Großrinderfeld. Bis dahin war Gerchsheim eine eigenständige Gemeinde.

### Einwohnerentwicklung
Die Bevölkerung Gerchsheims entwickelte sich wie folgt:
| Jahr | Gerchsheimer Bevölkerung | Sonstiges |
| ---- | ------------------------ | --- |
| 1852 | 820                      | Beiträge zur Statistik der Inneren Verwaltung des Großherzogthums Baden (Die Volkszählung im Dezember 1852).       |
| 1871 | 797                      | Volkszählungsergebnis                                                                                              |
| 1880 | 795                      | Volkszählungsergebnis                                                                                              |
| 1890 | 853                      | Volkszählungsergebnis                                                                                              |
| 1900 | 783                      | Volkszählungsergebnis                                                                                              |
| 1910 | 841                      | Volkszählungsergebnis                                                                                              |
| 1925 | 912                      | Volkszählungsergebnis                                                                                              |
| 1933 | 898                      | Volkszählungsergebnis                                                                                              |
| 1939 | 824                      | Volkszählungsergebnis, einschließlich Soldaten.                                                                    |
| 1950 | 1074                     | Volkszählungsergebnis                                                                                              |
| 1956 | 957                      | Volkszählungsergebnis                                                                                              |
| 1961 | 984                      | Volks-, Berufs- und Arbeitsstättenzählungen in Westdeutschland vom 6. Juni 1961 (Gemeindeverzeichnis)              |
| 1970 | 1112                     | Volks-, Berufs- und Arbeitsstättenzählungen in Westdeutschland vom 27. Mai 1970 (Gemeindeverzeichnis)              |
| 2000 | 1583                     | |
| 2016 | 1520                     | Fortgeschriebene Daten der Gemeinde Großrinderfeld anhand der Volkszählung in der Europäischen Union 2011 (Zensus) |

## Religion
Die Einwohner Gerchsheims sind überwiegend römisch-katholisch. Im Jahre 1543 erhielt Gerchsheim von Großrinderfeld eine selbständige Pfarrei. Die Reformation erfolgte durch die Landgrafen von Leuchtenberg. 1570 kam es zur Gegenreformation.
Die katholische Kirche ist der Seelsorgeeinheit Großrinderfeld-Werbach des Dekanats Tauberbischofsheim im Erzbistum Freiburg zugeordnet. Die evangelische Gläubigen werden von Wenkheim versorgt.

## Wappen
Das Gerchsheimer Wappen zeigt ein Pflugschar, hinter dem sich 2 Harken kreuzen. Damit wird auf landwirtschaftliche Prägung des Ortes hingewiesen.

## Kultur und Sehenswürdigkeiten

### Pfarrkirche St. Johannes der Täufer
In der Ortsmitte von Gerchsheim steht die römisch-katholische Pfarrkirche St. Johannes der Täufer von 1729 mit altem Chorseitenturm. 1961/64 wurde die Pfarrkirche nach Norden erweitert und umorientiert unter Verwendung der alten Altäre.

### Freilandkreuzweg zur Kriegergedächtniskapelle
Der um 1900 errichtete Gerchsheimer Freilandkreuzweg führt von der Pfarrkirche St. Johannes der Täufer über den Stationsbergweg bis zur Kapelle Maria Königin des Friedens (im Volksmund auch als Kriegergedächtniskapelle bekannt) hinauf.